# Giuseppe Baini

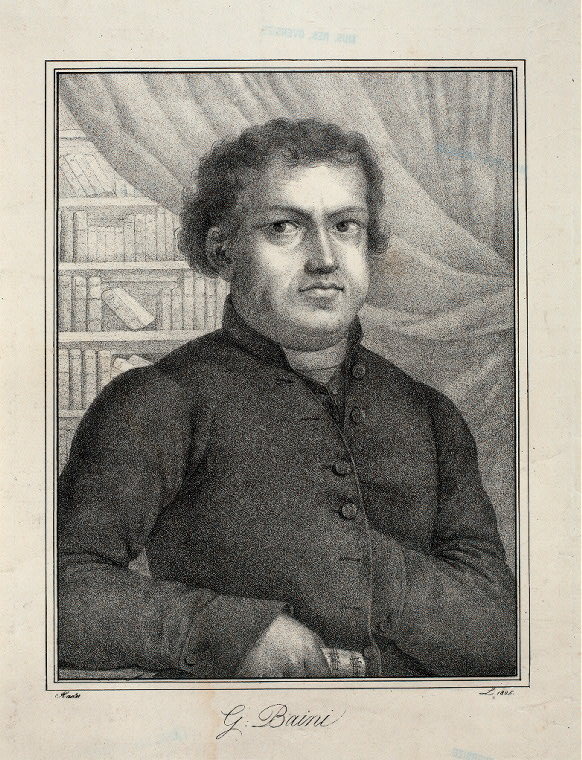
Giuseppe Baini

Giuseppe Giacobbe Baldassi Baini (* 21. Oktober 1775 in Rom; † 21. Mai 1844 ebenda) war ein italienischer Musikhistoriker und Kirchenkomponist.

## Leben
Baini war der Sohn des Schneiders Antonio Baini und dessen Frau Caterina Nesi aus Siena. Bereits in jungen Jahren verlor er seine Mutter und wurde in der „Casa degli orfani“ nahe der S. Maria in Aquiroin ausgebildet. Ob der seinen ersten musikalischen Unterricht durch seinen Onkel Lorenzo Baini (1740–1814), der in Venedig und Rom als Komponist bekannt war, erhielt, ist nicht sicher nachgewiesen. Baini besuchte ab dem 21. Oktober 1788 das „Seminario Romano“. Dort studierte er Literatur, Philosophie und Theologie und erhielt musikalische Unterweisungen unter der Leitung des portugiesischen Ordensmannes Stefano Silveyra, der ein bekannter Klavier- und Gesangslehrer war, und der ihn in die Polyphonie einführte. Neben einigem anderen war der Gregorianische Kirchengesang der wichtigste Teil seiner Ausbildung. Da Baini nach dem Stimmbruch seine „schöne Stimme“ beibehielt, wurde er 1795 als Alumnus in den Chor der päpstlichen Kapelle des Petersdoms aufgenommen, obwohl er noch kein Priester war. Er wurde durch Saverio Bianchini gesanglich weiter ausgebildet. Ab 1802 war Giuseppe Jannaconi (1741–1816) sein Lehrer im Kontrapunkt und in der Kunst des Satzes. Seitdem widmete er sich der musikalisch-historischen Forschung und erregte durch seine Werke, bestehend aus Messen, Motetten, Hymnen, Psalmen und Aufsätzen, viel Aufsehen. Bald verbreitete sich Bainis Ruf, so dass er schon 1804 zum päpstlichen Konzertdirigenten ernannt wurde und 1810 von Napoleon Bonaparte eine Einladung zum Eintritt in die kaiserliche Kapelle zu Paris erhielt. Diese wie auch die spätere Berufung zum Generaldirektor der Kirchenmusik im ganzen französischen Kaiserreich lehnte Baini ab und blieb in Rom.
1814 wurde er mit der Reorganisation des Archivs der päpstlichen Kapelle betraut, 1817 zum Direktor und 1819 zum Camerlengo (Generalverwalter) des Kollegiums der päpstlichen Sänger ernannt. Er übte dieses Amt bis zu seinem Tode aus. 1822 wurde ihm die besondere Ehre zuteil, dass sein achtstimmiges Miserere unter diejenigen Musikstücke aufgenommen wurde, die in der Liturgie in der heiligen Charwoche in der Sixtinischen Kapelle aufgeführt wurden. Dies war sonst nur den Werken bereits verstorbener Komponisten wie Gregorio Allegri und Tommaso Baj (* um 1650; † 1714) vorbehalten. Die Komponisten Felix Mendelssohn Bartholdy und Otto Nicolai stuften Bainis Miserere als schwächstes der drei Stücke ein.
1825 wurde er Prüfer an der „Congregazione di S. Cecilia“, obwohl er dieser nicht angehörte. Beini bemühte sich vergeblich darum, den Papst zur Gründung einer Gesangsschule und eines Konservatoriums zu bewegen. Er war Mitglied vieler europäischer Akademien und Lehrer zahlreicher Komponisten und Musikwissenschaftler, darunter Ferdinand von Hiller, Otto Nicolai und Adrien[o] de La Fage (1801–1862). 1837 wählte ihn die musikalische Sektion der Preußischen Akademie der Künste zu ihrem Mitglied.
Baini verbrachte er den letzten Teil seines Lebens in äußerster Abgeschiedenheit. Er erlitt einen Schlaganfall mit Husten, an dem er verstarb. Er wurde in der Begräbnisstätte der päpstlichen Sänger in Santa Maria in Vallicella beigesetzt.

## Familie
Bainis Onkel Lorenzo Baini stammte wie sein Vater aus Venedig. Er war ein Schüler des Gaëtano Carpani und wirkte in Rom und Venedig als Musikdirektor. Bei seinem Aufenthalt in Wien schloss er Freundschaft mit Joseph Haydn. Nach seiner Rückkehr nach Italien wurde er Kapellmeister an einer Kirche in Rom. Hier könnte es der Lehrer seines Neffen gewesen sein. Später war er in dieser Stellung in Terni und in Rieti tätig, wo er schließlich starb.

## Schriftstellerisches Wirken
Als Bainis Hauptwerk gilt sein Memorie storico-critiche über Giovanni Pierluigi da Palestrina, die erste umfassende Darstellung von Leben und Werk Palestrinas. Baini legte dabei großen Wert, dessen Vorgänger und Zeitgenossen mit einzubinden. Bereits in seiner Jugend hatte er sich für Palestrina interessiert. Er trug in rund 30 Jahren alle verfügbaren Manuskripte und gedruckten Werke dieses Meisters zusammen und setzte sie in Partitur. Er schuf so eine reichhaltige Sammlung seiner Werke.
Die wichtigste Veröffentlichung als Komponist, ist Bainis Miserere, welches aber nicht aus Palestrinas Schatten reicht. Baini hatte zudem damit begonnen eine Geschichte der päpstlichen Kapelle zu schreiben, die er jedoch nicht fertiggestellt hat.
Werke (Auswahl)
- Saggio sopra l’identità de’ritmi musicale e poetico. Piatti, Florenz 1820.
- Memorie storico-critiche della vita e delle opere di Giovanni Pierluigi da Palestrina, Cappellano Cantore e quandi Compositore della Capella Pontifica, Maestro di Capella delle Basiliche Vaticana, Lateranense, e Liberiana, detto il Principi della Musica. 2 Bände, Societa tipografica, Rom 1828 (archive.org, archive.org).
  - Franz Sales Kandler: Ueber das Leben und die Werke des G. Pierluigi da Palestrina, genannt der Fürst der Musik, Sängers, dann Tonsetzers der päpstlichen Kapelle, auch Kappellmeisters an der drei Hauptkirchen Roms. In: Leipziger Musikzeitung. Band 31, S 772–776, 781–788, 797–803 (Rezension des Werkes).
  - Carl von Winterfeld (Hrsg.): Memorie storico-critiche della vita e delle opere di Giovanni Pierluigi da Palestrina. Leuckart, Leipzig 1871 (deutsche Ausgabe).
- Kirchenkonzerte (4–12 Stimmen).
- Panis Angelicus. (archive.org – Partitur).
- Tentamen renovationis musicae harmonicae syllabico-rhythmicae, super cantu gregoriano, saeculo VII in ecclesia pervulgatae. Gewidmet König Friedrich Wilhelm III. von Preußen; darin: O Roma nobilis.
- Mottett Apparuit Dominus Salomoni. 1831.
- Benedictus, qui venit in nomine Domini. 1831.